# كريدن (كامبريدجشير)
كريدن (بالإنجليزية: Croydon, Cambridgeshire)‏ هي قرية وأبرشية مدنية تقع في المملكة المتحدة في إنجلترا. يقدر عدد سكانها بـ 221 نسمة .